# Trường Đại học Phú Yên
Trường Đại học Phú Yên (tiếng Anh: Phu Yen University) là một trường đại học địa phương, đào tạo đa ngành của tỉnh Phú Yên. Đại học Phú Yên trực thuộc UBND tỉnh Phú Yên và chịu sự quản lý nhà nước về đào tạo của Bộ Giáo dục và Đào tạo. Trường có 2 cơ sở: 18 Trần Phú và 01 Nguyễn Văn Huyên, thành phố Tuy Hòa, tỉnh Phú Yên 

## Lịch sử hình thành
Được thành lập từ tháng 9 năm 1970 theo quyết định số 112/QĐ-TTg ngày 24/01/2007 của Thủ tướng Chính phủ trên cơ sở sáp nhập và nâng cấp hai trường: Trường CĐSP Phú Yên và Trường Trung học Kinh tế - Kỹ thuật Phú Yên. 

## Cơ cấu tổ chức và đội ngũ
Cơ cấu tổ chức của trường gồm 22 đơn vị thuộc và trực thuộc Trường đó là:
1. Phòng Tổ chức - Cán bộ,
2. Phòng Đào tạo,
3. Phòng Hành chính – Quản trị,
4. Phòng Kế hoạch – Tài chính,
5. Phòng Quản lí khoa học – Hợp tác quốc tế,
6. Phòng Công tác HSSV,
7. Phòng Quản lý chất lượng,
8. Thư viện;
9. Trung tâm Ngoại ngữ  - Tin học,
10. Trung tâm Khoa học và Công nghệ
11. Tạp chí Khoa học;
12. Khoa Kỹ thuật - Công nghệ,
13. Khoa Khoa học Tự nhiên,
14. Khoa Khoa học Xã hội và Nhân văn,
15. Khoa Ngoại ngữ,
16. Khoa Giáo dục Mầm non,
17. Khoa Kinh tế,
18. Khoa Nông nghiệp,
19. Khoa Giáo dục Thể chất và Giáo dục Quốc phòng,
20. Khoa Nghệ thuật,
21. Khoa Lí luận chính trị,
22. Khoa Sư phạm.

Tổng số cán bộ giảng viên toàn trường (2021) là 189 người (giảng viên 146; nhân viên 43). Trường Đại học Phú Yên đang triển khai chiến lược xây dựng đội ngũ cán bộ giảng viên và định hướng đến năm 2025 có 60% thạc sĩ, 35% tiến sĩ trong tổng số giảng viên tương ứng với quy mô đào tạo khoảng 5.000 sinh viên.

## Cơ sở vật chất
Trường Đại học Phú Yên có tổng diện tích 30 ha. Chủ yếu đã xây dựng trên diện tích cơ sở 1 đáp ứng quy mô đào tạo khoảng 5.000 sinh viên. Tổng diện tích sàn 11.250 m2; trong đó, nhà học: 2.417 m2, thư viện: 1.236 m2, giảng đường (200 chỗ): 298 m2, nhà học đặc thù: 981 m2, nhà tập đa chức năng: 940 m2, ký túc xá (800 chỗ): 2.668 m2, nhà ăn: 1.038 m2, 2 phòng thí nghiệm vật lý: 145 m2, 2 phòng thí nghiệm hoá: 145 m2, 2 phòng thí nghiệm sinh học: 145 m2, 3 phòng thực hành nhạc: 184 m2, 4 phòng thực hành vi tính: 245 m2, 1 phòng LAB: 49 m2.